# Papyrus Rylands 458

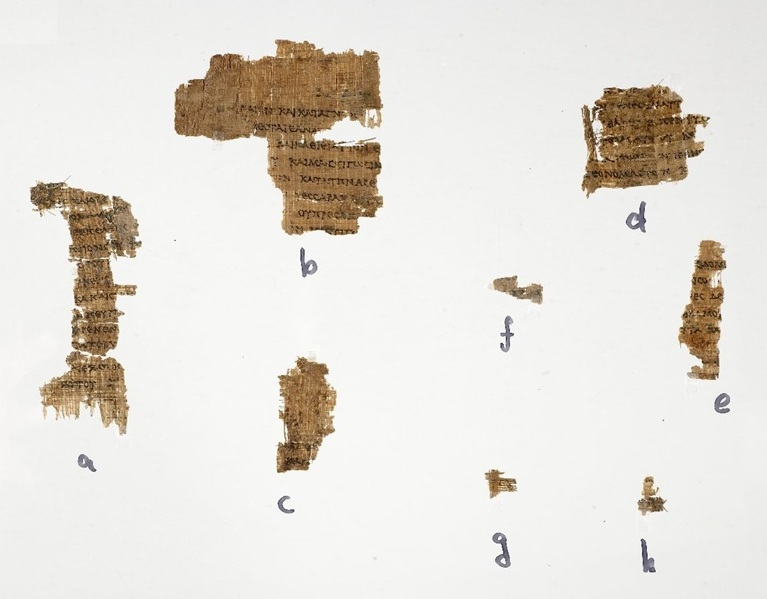
Fragmente

Der Papyrus Rylands 458 (Nr. 957 nach Rahlfs) sind Fragmente einer Papyrusrolle, die Teile aus dem 5. Buch Mose, Kapitel 23 bis 28, in griechischer Sprache enthält. Die Rolle stammt aus dem 2. Jahrhundert v. Chr. und gilt damit als die älteste erhaltene griechische Übersetzung der Tora.
Es sind acht kleine Fragmente erhalten, die in Unzialen fortlaufend ohne Unterbrechung am Ende eines Wortes beschrieben sind, Spatien gibt es nur am Ende von Sinneinheiten, Punkte jeweils am Versende.

## Tetragrammaton
Das Manuskript wurde in Diskussionen über das Tetragrammaton verwendet, zumal an den Stellen, an denen einige Gelehrte wie C. H. Roberts glauben, dass es Buchstaben enthielt, Leerzeichen vorhanden sind. Laut Paul E. Kahle wurde das Tetragrammaton an den Stellen im Manuskript geschrieben, an denen diese Pausen oder Leerstellen erscheinen und anschließend entfernt wurden. Die Historikerin Françoise Dunand sagt, dass "wie in Papyrus Fouad 266, P. Rylands 458 des Deuteronomiums das Tetragrammaton wahrscheinlich entweder in quadratischem Hebräisch oder in archaischen Zeichen geschrieben war...". Eine andere Möglichkeit ist, dass der primäre Schreiber Leerzeichen für ein anderes hinterließ, um es später auszufüllen, wie in Papyrus Oxyrhynchus 656; Martin Rösel stellt fest, dass "wir hier eine Lücke in Deut. 26.18 finden, wo man entweder κύριος oder das Tetragrammaton erwarten würde. Diese Lücke ist groß genug, um beide Wörter unterzubringen, und es ist wahrscheinlich, dass der Schreiber des griechischen Textes den Platz frei ließ, damit jemand anderes die hebräischen Zeichen des Tetragrammatons einfügen konnte.

## Aktueller Standort
Die Handschrift wurde möglicherweise in al-Fayyūm (Krokodilopolis) in Ägypten angefertigt. Die Fragmente wurden 1917 von J. Rendel Harris erworben und befinden sich heute in der John Rylands Library in Manchester, Signatur Ms. Gr. P. 458.

## Edition
- Colin H. Roberts: Two biblical Papyri in the John Rylands Library Manchester. Manchester 1936.